# Lac Lanutavake
Le lac Lanutavake est un petit lac de cratère entouré de jungle au sud-ouest de l'île de Wallis, dans le Pacifique. Il se trouve au nord-est de Fineveke, dans le district de Mu'a. Comme pour le lac Lalolalo, l'armée américaine a jeté du matériel militaire dans le lac à la fin de la Seconde Guerre mondiale. Dans les années 2010, le lac est un lieu populaire de loisirs pour la population, même s'il n'y a pas d'infrastructures. En 1966, le tilapia du Mozambique (Oreochromis mossambicus) a été introduit dans le lac. 